# Residência da Família Jafet (rua Costa Aguiar, 1013)
A Residência da Família Jafet é um imóvel localizado na cidade brasileira de São Paulo, mais precisamente na Rua Costa Aguiar, 1013 e uma das seis edificações remanescentes de residências da família Jafet tombadas pelo Conselho Municipal de Preservação do Patrimônio Histórico, Cultural e Ambiental da Cidade de São Paulo, o CONPRESP, no bairro Ipiranga em São Paulo (SP). Atualmente, o local é utilizado como uma franquia da rede de colégios Red House International School. Anteriormente, era utilizado pelo Centro Técnico Templo da Arte. O processo de tombamento deste e dos outros 5 imóveis da Família Jafet teve início em 21 de junho de 1991, sendo a justificativa para o ato a importância histórica das construções para o bairro do Ipiranga e a qualidade da arquitetura dos jardins e das próprias residências para a preservação da identidade visual, ambiental e histórica da cidade de São Paulo.

## História

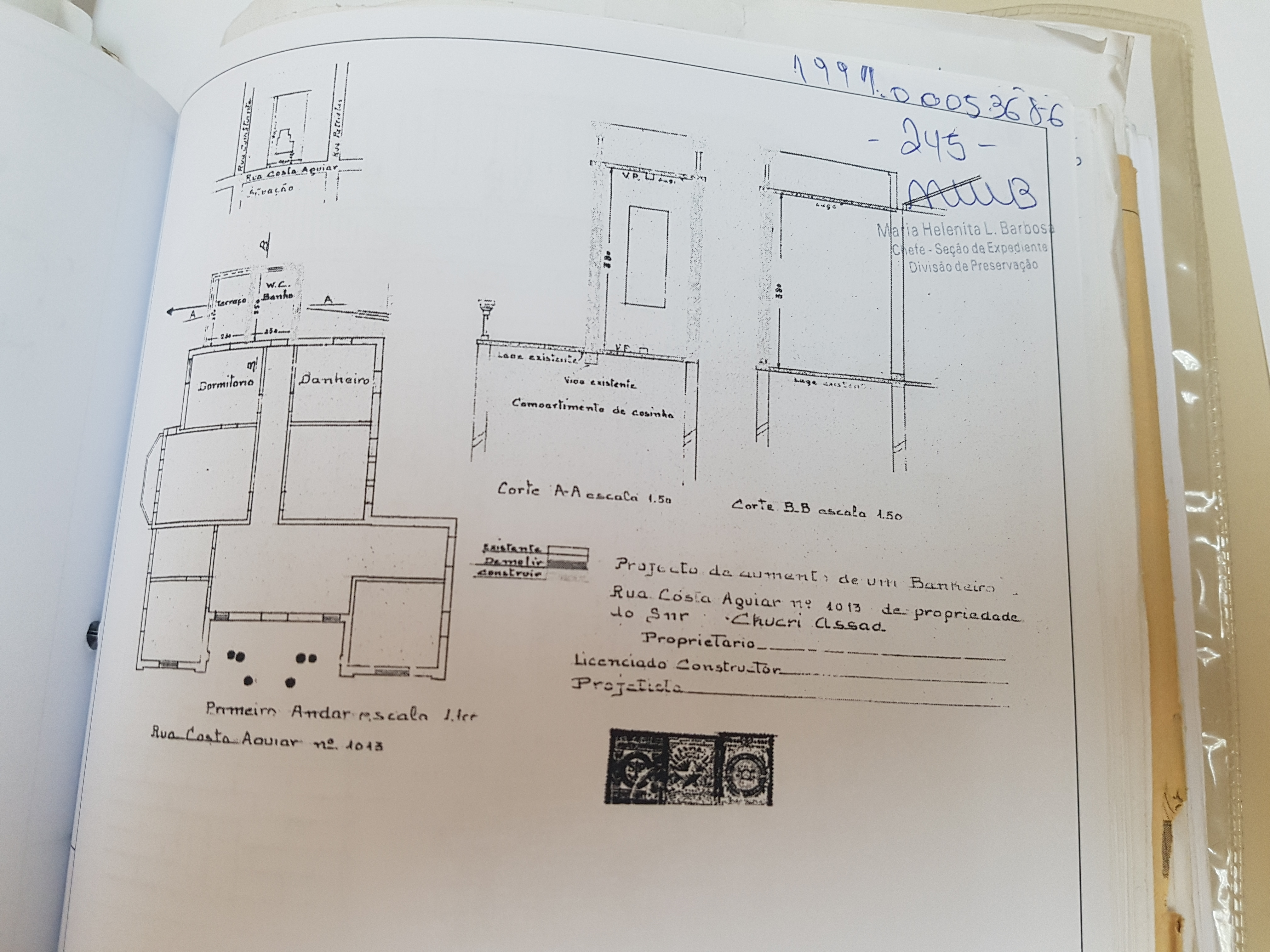
Planta da residência destinada a Chucri Assad

Embora seja associada à Família Jafet no relatório do processo de tombamento realizado pela prefeitura de São Paulo, a edificação foi construída em 1922 a pedido de Chucri Assad, irmão de Michel Assad. Todos os documentos da planta do local, incluindo um que trata de alterações nos banheiros da residência, foram destinados a Chucri, o que reforça a ideia de que este palacete deveria ser considerado como uma possível antiga residência do irmão e vizinho de Michel Assad. 

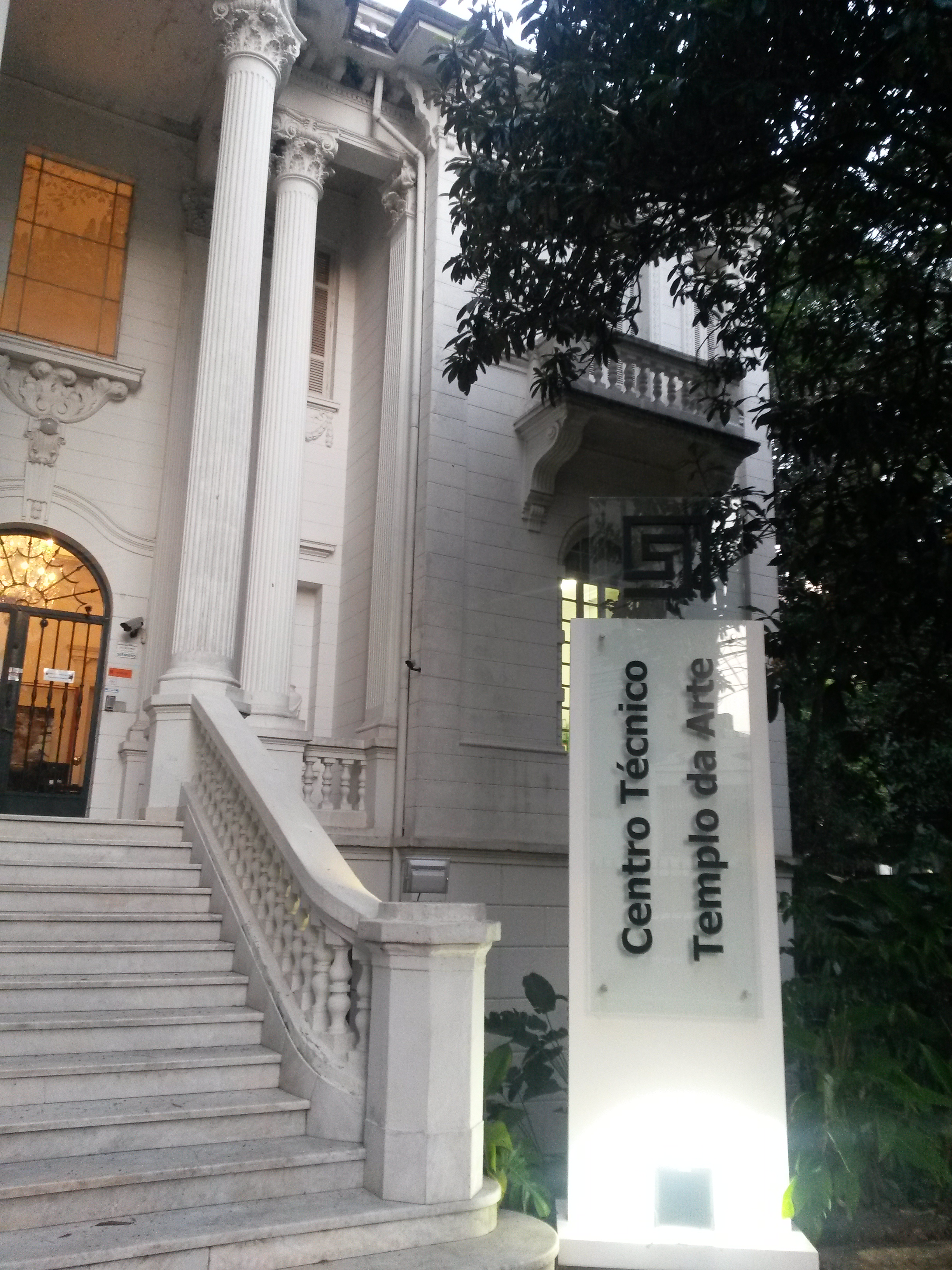
Placa de identificação do então Centro Técnico Templo das Artes

Não há documento algum ou tese alguma que comprove conexão entre a residência e os Jafet, fora o documento da prefeitura que inclui esta como uma das 6 construções deixadas pela Família Jafet, algo que o mesmo documento contesta. Ao mesmo tempo, não há evidências de que esta edificação tenha servido como residência para Chucri Assad. O único fato na história da casa é de que ela foi construída a pedido de Chucri.
A antiga casa da Família Jafet é hoje o ambiente de aulas da franquia da rede de colégios Red House International School.
Em 18 de abril de 2006, o CONPRESP negou um pedido de revisão do tombamento do imóvel da Família Jafet localizado na Rua Costa Aguiar, 1013. Esta foi a última referência à construção no Diário Oficial da Cidade de São Paulo que tratou do tombamento do imóvel.

## Significado histórico e cultural

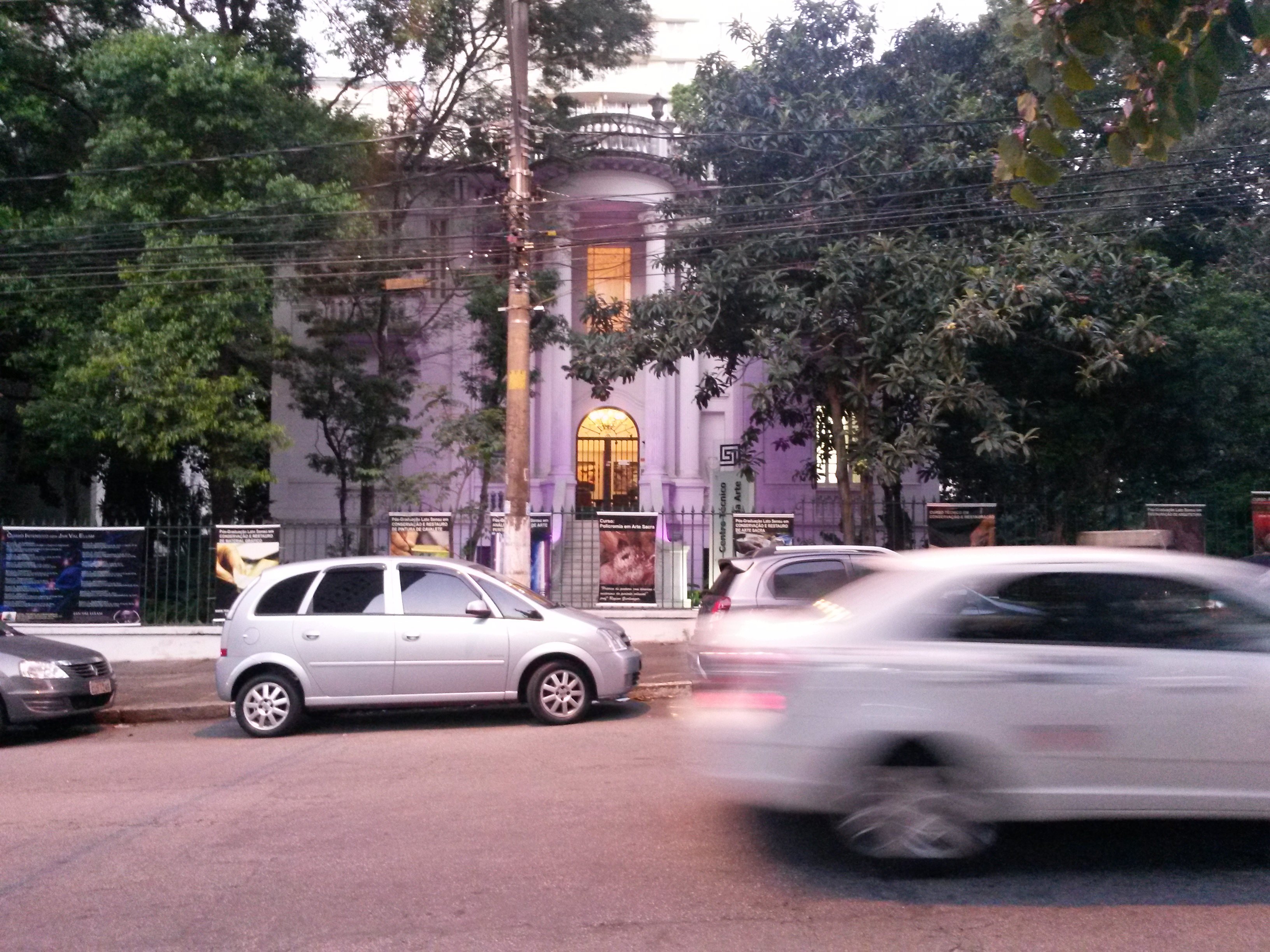
Residência da Família Jafet vista do outro lado da Rua Costa Aguiar

O Ipiranga foi por muitos séculos área de descanso de viajantes por se situar nas proximidades do Caminho do Mar. Suas terras eram ocupadas apenas por pequenas fazendas, chácaras e locais de pouso. A cidade ficava muito distantes e assim permaneceu por décadas.
Mesmo após a construção do atual Museu Paulista, o segundo monumento à independência e a abertura da Avenida D. Pedro I, demorou para que o Ipiranga (bairro de São Paulo) se tornasse uma região de fato habitada.

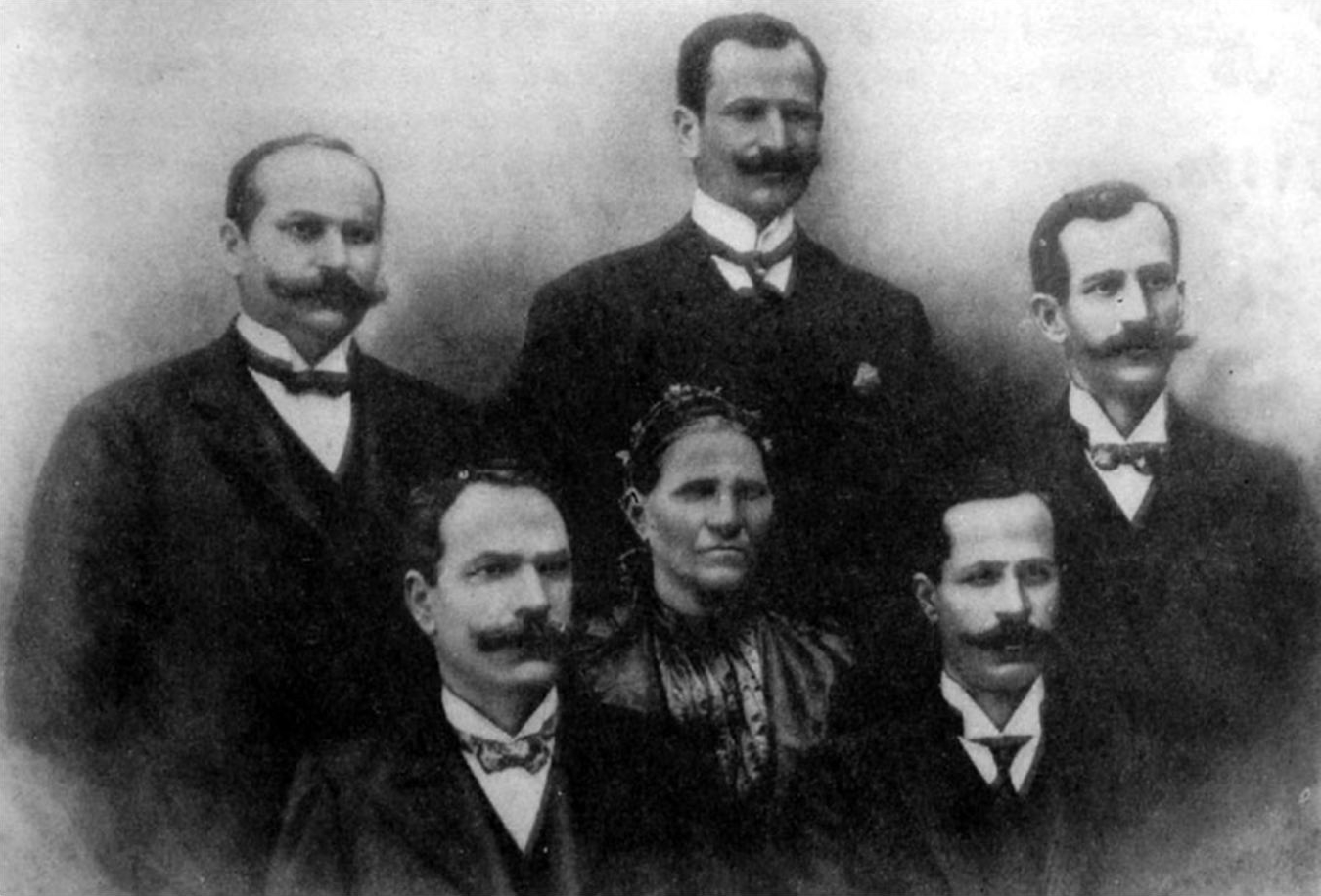
Retrato dos irmãos Jafet e sua mãe Utroch Farah Tebecherani

A Família Jafet foi fundamental para o desenvolvimento econômico e para a urbanização da atual região do Ipiranga, o que faz com que os imóveis construídos no bairro possuam grande relevância histórica.
A residência da Rua Costa Aguiar, 1013, demonstra a proximidade entre duas importantes famílias de imigrantes que vieram ao Brasil no século passado — a família árabe, Assad, e a família do Líbano, Jafet. Embora a prefeitura descreva esta como uma das seis residências pertencentes à família Jafet, há uma página no relatório do processo de tombamento feito pela própria prefeitura que diz que esta foi uma construção feita a pedido de Chucri Assad, irmão de Michel Assad, que morava na casa ao lado e era cunhado de Benjamin Jafet, cuja esposa era irmã de Michel.

## Características arquitetônicas

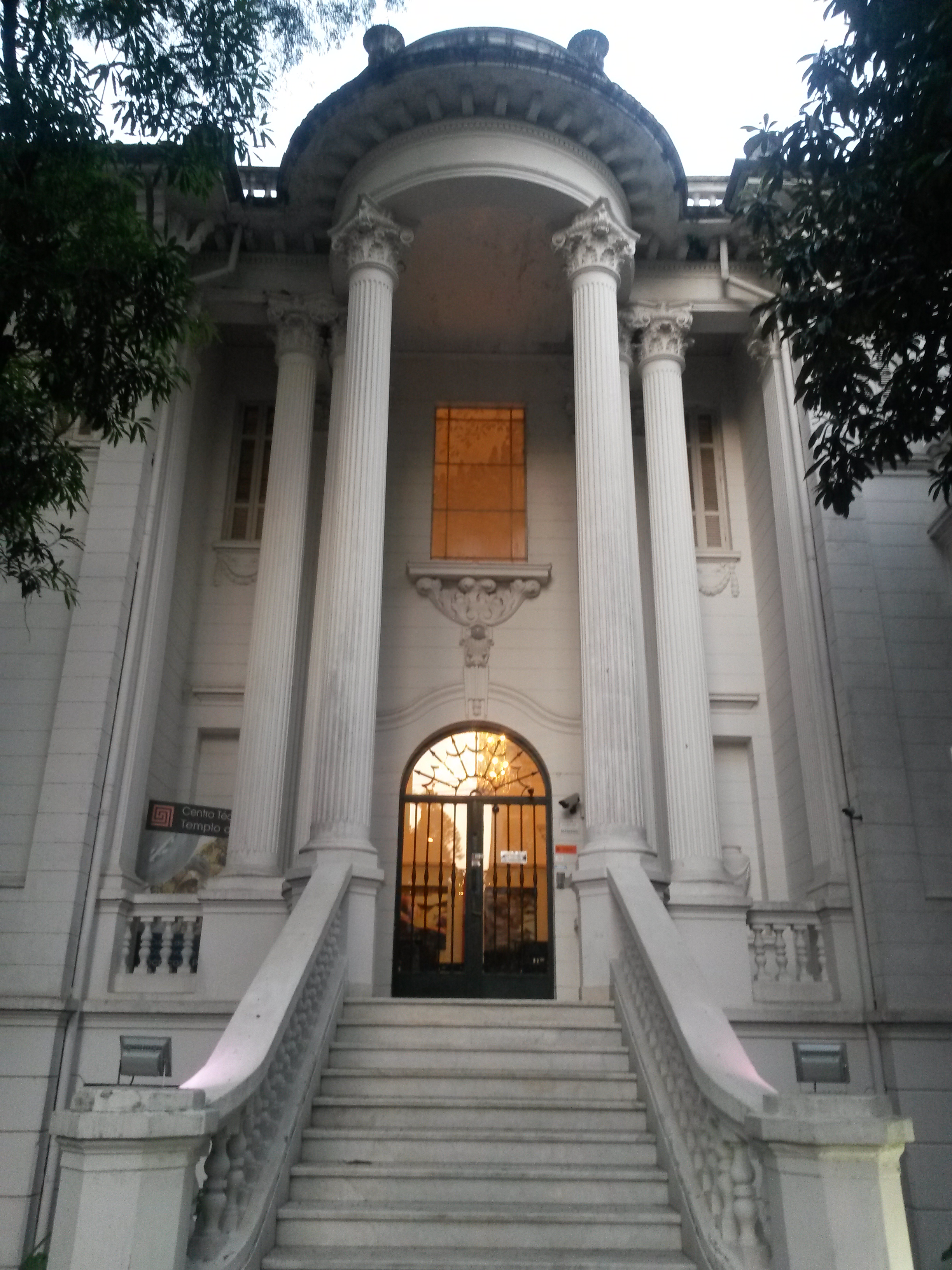
Entrada da residência vista de dentro do terreno

De volumetria imponente, composto de porão elevado e dois pavimentos, o casarão da Rua Costa Aguiar, 1013, exibe influência neoclássica. Sua fachada principal apresenta características marcantes que impõem ao edifício uma presença de impacto na paisagem do logradouro. É notável o efeito plástico formado pela escadaria de acesso à entrada principal, resguardada por guarda-corpo em balaustrada, que finda na base das delgadas colunas coríntias que estruturam a varanda retangular com saliência central semicircular.
Compõe esta vista ainda os frisos e cornija contínua em toda a extensão da fachada, o portão de entrada em ferro ornamentado com bandeira em arco contrapondo os vãos retos das janelas e os balcões presentes no segundo pavimento. 
Os elementos decorativos presentes nos forros, paredes, colunas e sobrevergas de portas mantêm a discrição desejada pela ausência de cores fortes; a construção é quase toda branca internamente. Do Hall central se visualiza a galeria formada por sucessivos arcos, que circundam os cômodos do segundo pavimento. O desenho da repetição dos arcos, juntamente com o piso do hall que em madeira de tons claro e escuro esculpe formas geométricas concêntricas, o grande lustre central (que se encontra lá ainda hoje) e a luminosidade propiciada pelos vãos presentes agrega ao cômodo um tom clássico.
A escada de acesso aos pisos superior e inferior é em madeira com guarda-corpo em ferro, mesma proteção utilizada no resguardo da galeria. O edifício conta ainda com cinco vitrais sucessivos que acompanham a extensão de uma parede em formato semicircular.

## Estado atual

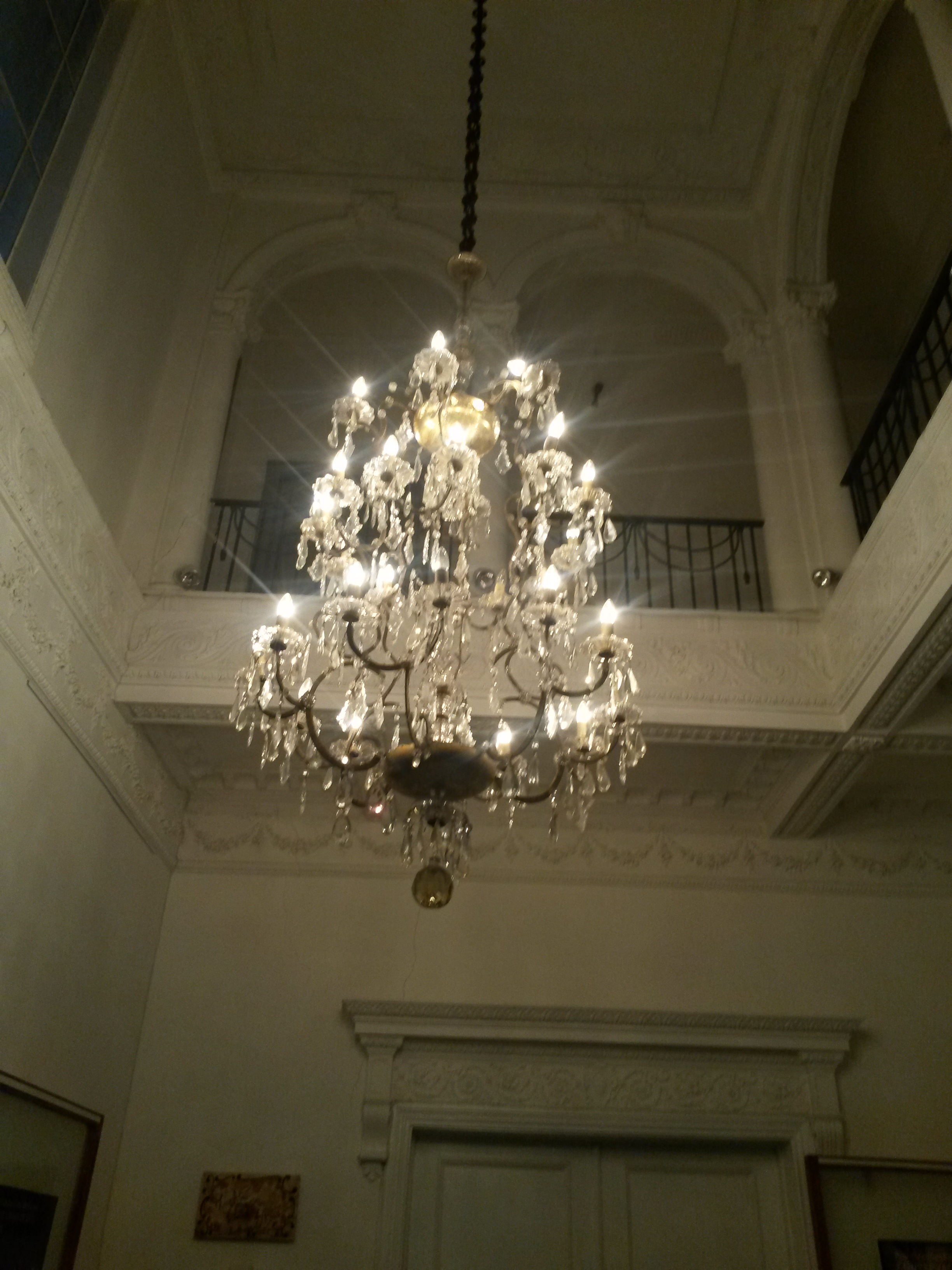
Lustre do Hall Principal hoje em dia

No pedido original em relação ao tombamento das grandes casas da Família Jafet, a Associação Cultural Pró-Parque Modernista, responsável pelo pedido, exalta que os imóveis "são edificações ecléticas, que ainda conservam as características originais como as ornamentações em massa das fachadas e interiores; o tratamento de ferro dos portões, portas, esquadrias, balcões e corrimãos, os vitrais, os pisos em mármore desenhados, as fontes, as colunas; refletindo as diversas influências recebidas da arquitetura das moradias europeias. Além disso, estão implantados em lotes de intensa vegetação implicando numa valorização ambiental.
Na resolução Nº 05/2005, a prefeitura deixa claro que o casarão da Rua Costa Aguiar, 1013, receberia preservação integral das fachadas e cobertura com todas as suas características arquitetônicas. Há ainda a preservação das áreas e elementos arquitetônicos internos que mantém suas características originais: paredes, pisos, escadarias, portas, batentes, colunas, molduras, guarda-corpos, corrimãos, pinturas decorativas, ornamentações e vitrais.
Todavia, o Conselho Municipal de Preservação do Patrimônio Histórico, Cultural e Ambiental da Cidade de São Paulo permite que novas construções sejam realizadas no imóvel da Rua Costa Aguiar, 1013, desde que elas sigam as seguintes instruções: o gabarito máximo da nova construção não poderá ultrapassar a altura da edificação tombada; o recuo mínimo entre a nova construção e a edificação tombada deverá garantir as condições atuais de insolação, ventilação e visualização do bem preservado; o As árvores poderão ser substituídas ou remanejadas, desde que mantidas a densidade arbórea do lote e a permeabilidade da área livre resultante.
Em 2019, um casal de empreendedores conseguiu o aval do CONPRESP e do CONDEPHAAT para restaurar a casa. O espaço foi repaginado em quase sua totalidade e, desde então, abriga uma franquia da rede de colégios Red House International School.

## Galeria

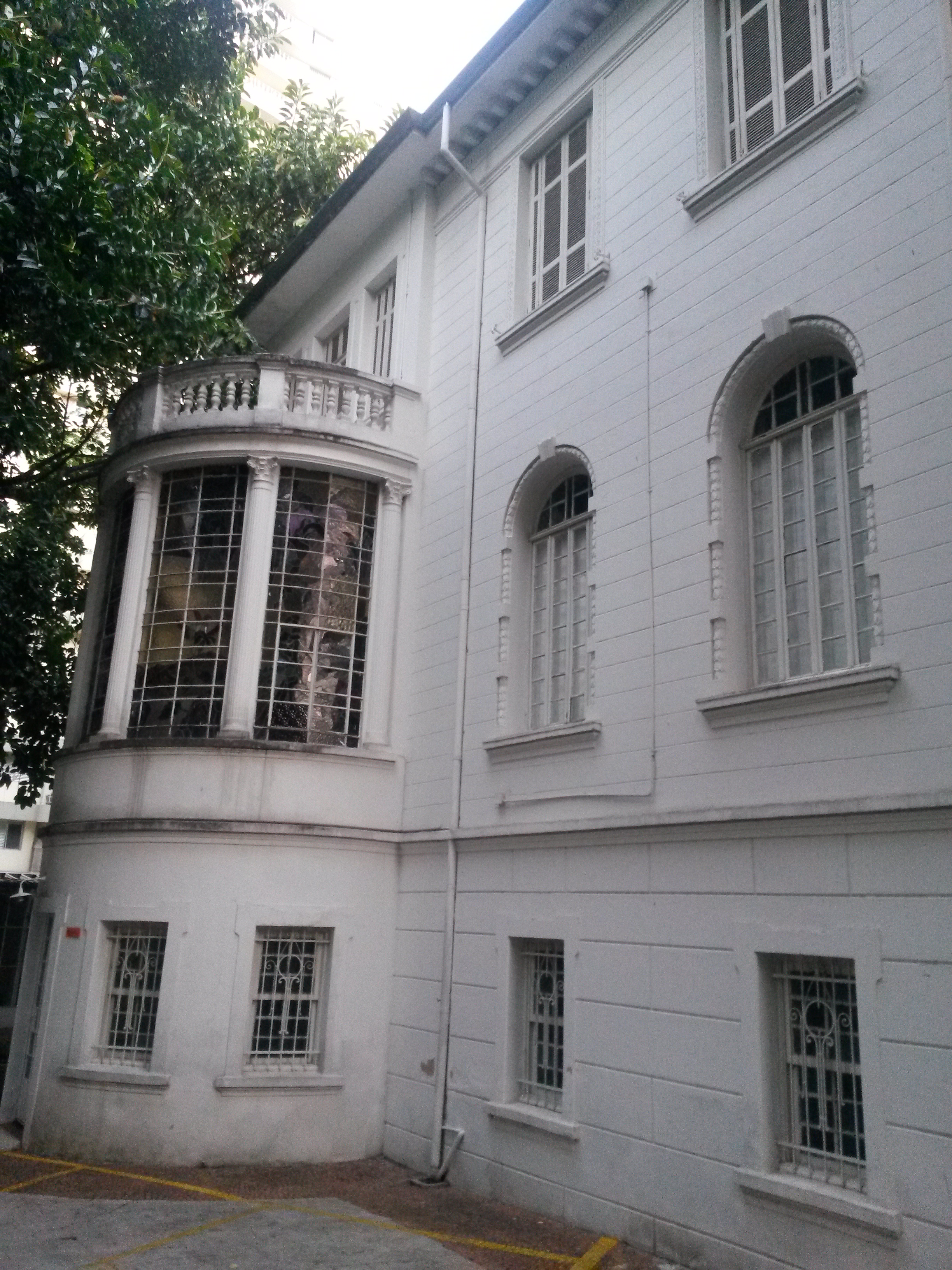
Fachada lateral da construção
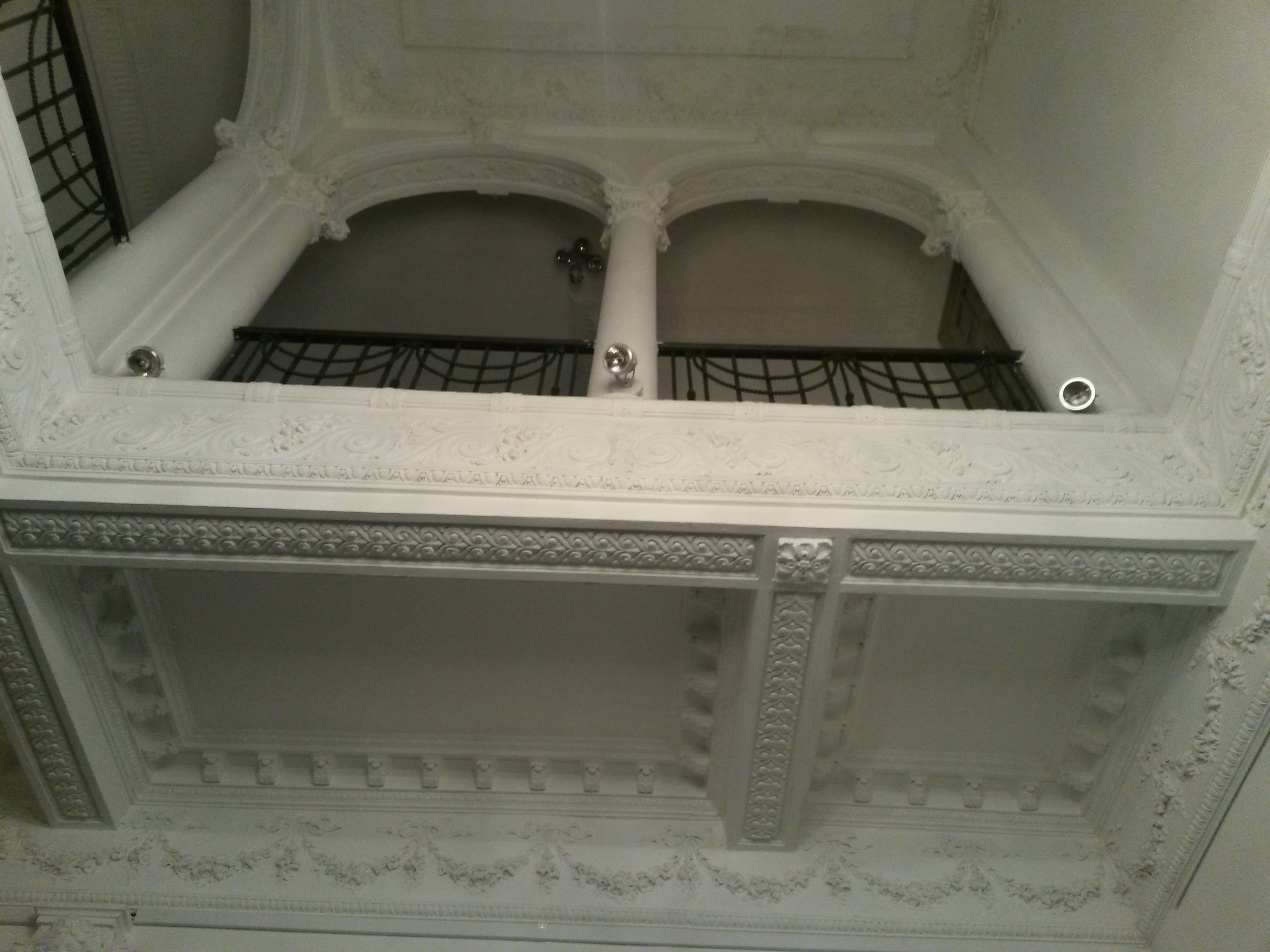
Arcos do 2º andar vistos do térreo
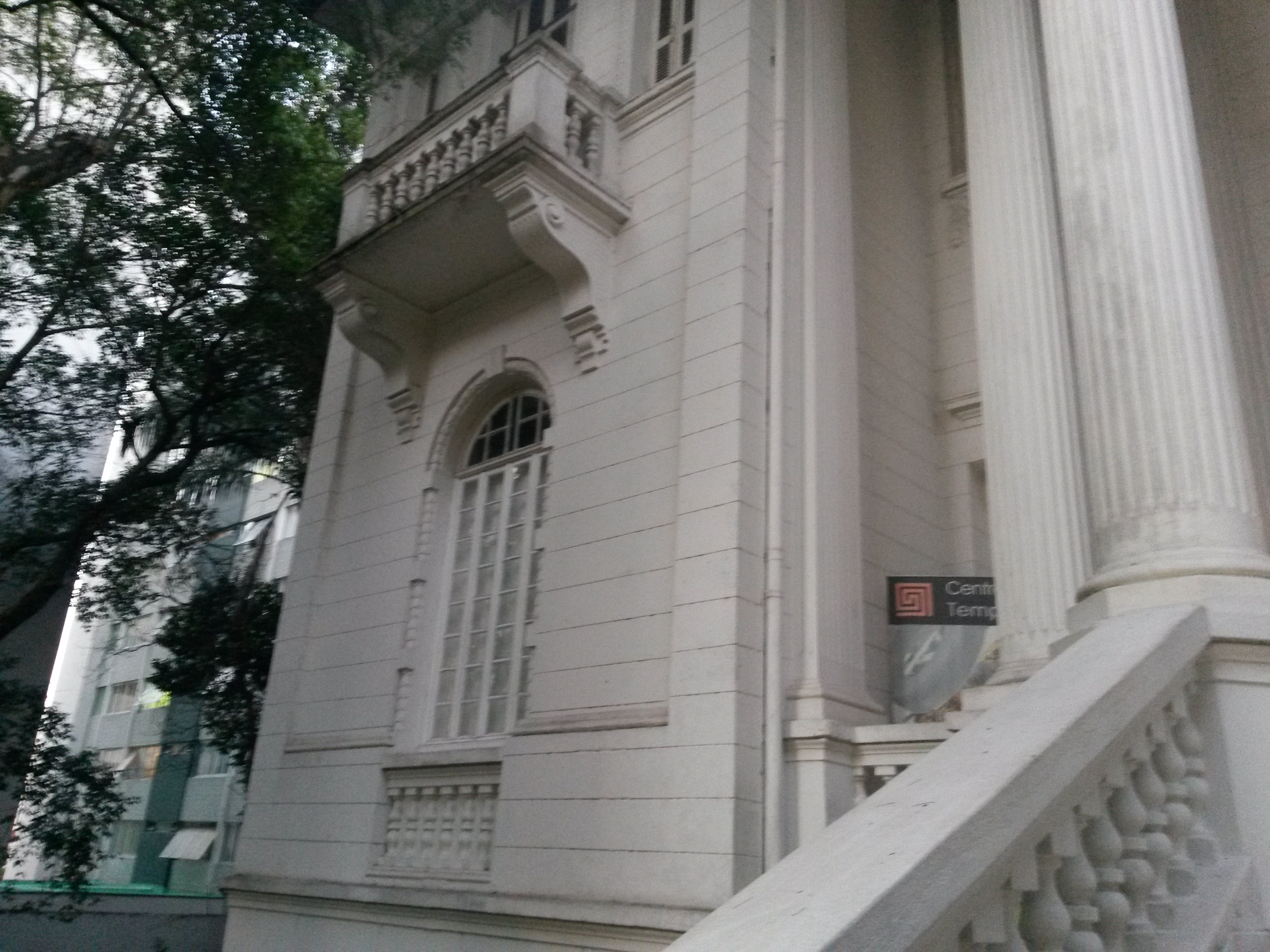
Janela ao lado da entrada da residência
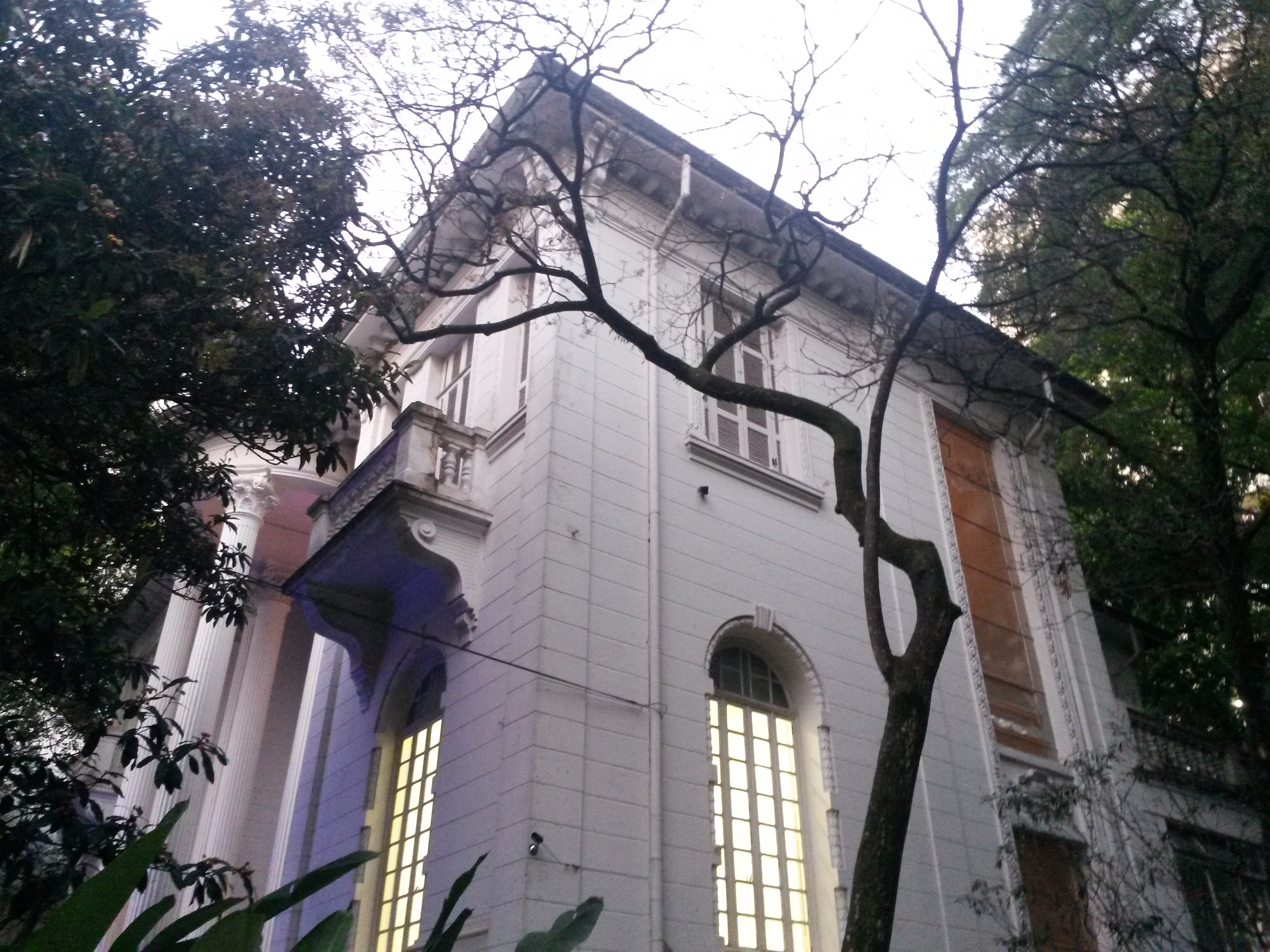
Visão lateral da fachada de dentro do terreno
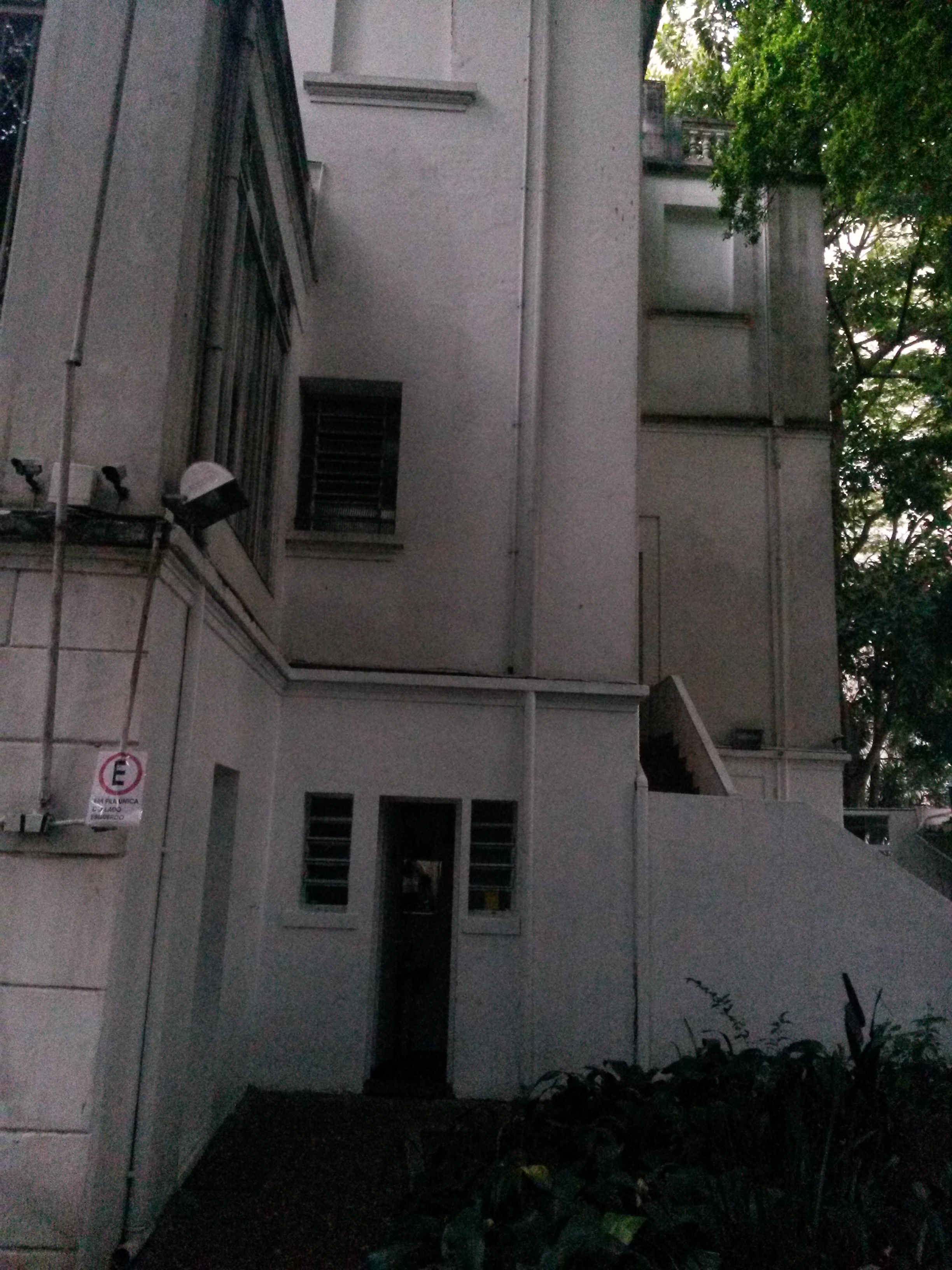
Fundo do Centro Técnico Templo da Arte

## Ver Também
- Ipiranga
- Hospital Sírio-Libanês